# Vila-rasa (Sant Boi de Lluçanès)
Mas Vila-rasa és un mas catalogat com a monument del municipi de Sant Boi de Lluçanès (Osona). Edifici de planta rectangular amb els murs de pedra i poc morter, teulat a doble vessant lateral a la façana de la porta principal adovellada. En aquesta construcció s'hi va adossar una ampliació també de pedra i amb el teulat a doble vessant però amb l'eix perpendicular a la primera construcció. Aquest edifici té un segon pis amb els murs cimentats, que desmereixen la qualitat de l'antiga construcció.
El cos principal de l'edifici presenta les façanes regularment ordenades amb planta, pis i golfes i les obertures amb llindes de pedra, la finestra central del pis té un guardapols motllurat i un arc lobulat en degradació. A la façana, sobre el portal, hi ha un matacà.
La pallissa és una construcció de planta rectangular amb els murs de pedres irregulars i poc morter, parcialment reforçat amb ciment, i el teulat a doble vessant. A la façana principal es conserva una gran arcada que ocupa quasi tota l'alçada de l'edifici, a l'interior té dues plantes modernament refetes amb corts a la part inferior.
Adossat a la part esquerra de la façana principal hi ha unes corts de nova construcció.
La capella de Sant Pere de Vila-Rasa és d'una sola nau amb els murs de pedres irregulars i el teulat a doble vessant. La porta d'entrada està formada per un arc escarser molt rebaixat format per carreus ben tallats semblants als que perfilen les cantonades de l'edifici. A la part superior de la façana hi ha un ull de bou rodó també perfilat de carreus ben tallats. A la part esquerra de la façana i a mitjana alçada es poden veure les restes d'una finestra rectangular emmarcada de maons en els laterals i la part superior. Culminant la façana hi ha una petita espadanya de nova construcció que reprodueix l'antiga que estava trencada.

## Història
Les diferents estructures i qualitats del mur corroboren les diferents fases constructives. Originàriament és un gran casal del segle xvi reconstruït als segles xvi i xvii i modernament reformat.
Vila-rasa ja s'esmenta l'any 1133. Des del 1160 fins al segle xix els seus hereus (Vila-rasa o Jurdi de Vila-rasa des del 1354) tenien la batllia del terme de Sant Boi de Lluçanès, que pertanyia al bisbat de Vic. Les ampliacions del segle xviii són obra de F. Vilà, l'any 1704.
La capella està situada davant de la porta principal de la masia de Vila-rasa i està dedicada a Sant Pere. Anteriorment havia estat dedicada també a Sant Francesc. Donat que una de les finestres laterals de la capella, possiblement d'una rectoria, porta la data de 1777, i que gran part de les obres que es varen fer a la casa durant el segle xviii les va dur a terme Francesc Vilà i Vila-rasa, possiblement la capella fou la culminació de les obres de la masia.